# Mațkova Lucika, Lubnî
Mațkova Lucika (în ucraineană Мацкова Лучка) este un sat în comuna Mațkivți din raionul Lubnî, regiunea Poltava, Ucraina.

## Demografie
Componența lingvistică a localității Mațkova Lucika
     Ucraineană (94,5%)
     Rusă (5,5%)
Conform recensământului din 2001, majoritatea populației localității Mațkova Lucika era vorbitoare de ucraineană (94,5%), existând în minoritate și vorbitori de rusă (5,5%).